# 雷明登武器公司
雷明登武器公司（英語：Remington Arms Company, LLC）是於1816年由伊萊佛利-雷明登二世於美國紐約州伊利恩城創立，為美國一家歷史悠久的軍事工業公司，且是美國國內唯一同時生產槍械以及彈藥的武器公司，到目前為止開發了大量槍械及彈藥產品。由於它的顧客群橫跨逾60個國家，促使物流中心比許多競爭對手都還要龐大。雷明登是屬於Freedom Group （页面存档备份，存于）的一部分，隸於博龍資產管理。

## 歷史

### 19世紀（起源）
伊萊佛利的家鄉的居民們時常自行生產槍枝，但他們缺乏製作槍管的技術，得必須向外購買。而伊萊佛利的父親是鐵匠，一位企圖想藉由製造槍管來賺取商機的鐵匠，他為了學習製作技巧，以購買槍管的名義去參訪一名在城鎮當中大有名氣的槍管專家，而他在製作室所觀察到的做法是：將扁長鐵條加熱並環繞包覆在鐵棒用以製作出想要的槍管口徑。藉由加熱與敲打包覆在中心外圍的扁長鐵條，金屬槍管被壓迫的地方逐漸熔化為實心的圓柱體﹝其中心鐵棒還未抽出，取出後形成空心，亦即槍管﹞。不久後一位年輕的小夥子回到家中，他父親的鐵融爐已成功添加一項販售清單，槍管。伊萊佛利-雷明登二世相信以他的技術，能夠造出比購買來還要優秀的槍械。
而伊萊佛利為自己設計製造他人生中第一把燧發槍，那年的秋天他參加了射擊競技，儘管只有第二名，伊萊佛利優秀的製作技術卻給其他射手留下深刻印象。在伊萊佛利離開場地之前，他早已收到許多來自射手訂單。此時此刻，他正式地開始槍械生意。
1828年，他將工作室移到美國紐約州伊利恩城的附近土地上，同時也是現代雷明登武器公司槍枝工廠所使用的那塊土地。
1865年雷明登公司組成股份公司，在1873年嘗試地製作打字機，在1886年雷明登公司開始販售打字機，最終生產打字機的E. Remington and Sons公司成為雷明登蘭德公司，而生產火砲軍火的部門公司成為雷明登武器公司。雷明登公司後來被哈特萊-馬可斯與合夥人所購買，一塊在布里奇波特的體育用品店土地（同時也是金屬彈藥公司所屬），卻因此成為雷明登武器公司的第一間彈藥工廠。

### 20世紀
1912年雷明登武器公司與Union Metallic Cartridge Company|金屬彈藥公司}}（Union Metallic Cartridge）合併為一，其名為雷明登U.M.C.公司。甚至到了今天，雷明登武器公司也仍繼續生產少部分U.M.C.的品牌產品。1915年，在伊利恩城的工廠繼續擴建。
一次大戰期間，雷明登武器公司效力於許多協約國之下，為法國生產M1907-15步槍，為英國生產恩菲爾德P14步槍，以及為沙俄生產莫辛納甘M1891步槍，隨著戰爭的白熱化，各國對於槍枝需求不斷增加。由於美國加入一次大戰戰局，促使雷明登武器公司更加深入地參與戰爭。戰爭對雷明登武器公司的貢獻是很顯著的，尤其是美國的恩菲爾德M1917步槍，其實是恩菲爾德P14步槍的.30-06彈藥口徑版本；其中戰爭對於佩德森裝置（Pedersen device）的發展也有極大貢獻。
一次大戰的尾聲，沙俄大量地訂購槍枝彈藥，但最後卻遲遲未付款，其聲稱未付款是因為雷明登武器公司的武器缺陷原因所致，以此衝擊性地影響雷明登武器公司的財政。當布爾什維克在十月革命佔有龐大權力之時，他們宣布與雷明登武器公司中止槍枝彈藥交易條約，以此為基礎將欠債視同不曾存在。美國政府開始逐步地向雷明登武器公司購買槍枝，用以減緩雷明登武器公司的過大損失。
沒有任何一種生意能夠像戰爭初期有爆發性的商機，隨著戰爭走向終末，商機也終將急遽下降，雷明登武器公司做出了一項有自覺的決定，由此來保證他們的生產線，將用於狩獵的產品視作為未來的生存命脈。在經濟大恐慌時期，雷明登武器公司被杜邦公司所收購，一年後雷明登武器公司購買皮德彈藥公司（Peters Cartridge Company），直到今天有許多雷明登武器公司的子彈上仍有R-P（Remington-Peter）的標印。
1940年，美國軍隊開始擔心子彈的數量不足，要求雷明登武器公司合作計畫軍工廠全國擴展計畫。同時杜邦也施予援助，並建造阿森納湖城（Lake City Arsenal）與丹佛兵工（Denver Ordnance）兩間彈藥工廠以及羅爾兵工（Lowell Ordnance）。雖然有許多工廠直屬於美國政府，但雷明登武器公司仍要求監視它們的製作流程，而其中之一就是生產二次世界大戰著名M1903A3栓式步槍的工廠。

1950年到1960年，雷明登武器公司也跨出侷限於生產兵器，在1956年時購買商城工具公司，其中一項產品就是鏈鋸。
1962年，雷明登武器公司推出雷明登700步槍為旋轉後拉式槍機，這把步槍成為雷明登的代表作步槍，很快地雷明登700步槍發展許多改款型，其中包括BDL型PSS型以及700P型，M24狙擊手武器系統為Model 700之衍生型從1988年服役至今。
1986年，雷明登武器公司關閉在布里奇波特的彈藥工廠，並且在阿肯色州洛諾克創建新的設施工廠，而這個地區被選為彈藥市場的中心地帶，一年後，雷明登武器公司在喬治亞州阿森斯設立粘土標靶生產工廠。

1993年，雷明登武器公司被杜邦賣給克萊頓，杜比利埃&萊斯（Clayton, Dubilier & Rice）投資公司。

2007年6月，博龍資產管理要求雷明登武器公司付出370百萬美元，其中包括252百萬是屬負債，負債的緣由是因雷明登武器公司在2003至2005年間毫無任何盈餘所致。同年12月，雷明登武器公司收購馬林武器公司
2009年，美國對於彈藥的需求不斷上升，使雷明登武器公司的彈藥銷售持續於巔峰狀態。同年10月，雷明登武器公司取得生產滅音器的版權。同年11月30日，錢伯斯堡社論引用首席執行長泰德-托貝特（Ted Tobeck）於雷明登武器公司近期季刊的會談中所提到的一句話：由於總統選舉的關係，新的政府早已開始關注彈藥需求量上升的議題，未來可能會增加槍砲購買與使用限制以及稅收的提高，自從彈藥需求量的上升，造成員工的超時工作、生產班次的需求量增加、擴展補給線的長度，無一不是要求大量資金的。
2010年，雷明登武器公司發佈新的霰彈槍彈殼，是採用超音速鋼（Hypersonic Steel），而其中的專利填塞技術，讓子彈能擁有每秒1700英呎的飛行速度。同年4月，雷明登武器公司宣布開始重新生產雷明登1911 R1。同年年尾，雷明登武器公司發佈波沙MAX（Versa Max）自動霰彈槍，利用專利的波沙埠自行調節系統，能根據彈匣的長度而調整瓦斯的壓力，讓霰彈槍可使用light 2 3/4子彈、light 3子彈和麥格農子彈。
2012年，美國軍隊向雷明登武器公司以每枝673美元訂購24,000枝M4A1。總價16,163,252美元。
2013年，雷明登武器公司釋出雷明登783步槍。
2018年，美國國內禁槍聲勢洶湧。雷明登武器公司受到波及，向法院申請破產。

## 武器列表
栓式步槍
| - 雷明登5 - 雷明登6 - 雷明登7 - 雷明登30 - 雷明登34 - 雷明登37 - 雷明登40 - 雷明登241 - 雷明登504 - 雷明登511 | - 雷明登512 - 雷明登513 - 雷明登600 - 雷明登660 - 雷明登673 - 雷明登700 - 雷明登710 - 雷明登721 - 雷明登722 - 雷明登725 | - 雷明登770 - 雷明登783 - 雷明登788 - 雷明登798 - 雷明登799 - M1903春田步槍 - M2010 ESR - 雷明登MSR狙擊步槍 |

泵動式步槍
- 雷明登6
- 雷明登14
- 雷明登121
- 雷明登141
- 雷明登572
- 雷明登760
- 雷明登7600

半自動步槍
- 雷明登4
- 雷明登8
- 雷明登11
- 雷明登552
- 雷明登597
- 雷明登740
- 雷明登742
- 雷明登750
- 雷明登7400
- 雷明登R-15
- 雷明登R-25
- 雷明登R11 RSASS狙擊步槍

全自動步槍
- 雷明登ACR突擊步槍

泵動式霰彈槍
- 雷明登10
- 雷明登31
- 雷明登870
- 雷明登887

半自動霰彈槍
- 雷明登50
- 雷明登58
- 雷明登1100
- 雷明登11-48
- 雷明登11-87
- 雷明登SP-10
- 雷明登SPR-453
- 雷明登維爾薩—馬科斯

後裝式霰彈槍
- 雷明登SPR-100
- 雷明登SPR-310

半自動手槍
- 雷明登1911 R1
- 雷明登51
- 雷明登R51

德林加槍
- 雷明登單發式手槍
- 雷明登ZIG-ZAG
- 雷明登95

左輪手槍
- 雷明登1858
- 雷明登1875
- 雷明登1890

## 資料來源
1. ↑  . 尖端科技 軍事資料庫.   [2021-10-22]. （原始内容存档于2021-10-22）.
2. ↑  馮俊鍵.  出版. 香港: 香港非凡出版社. 2017-05-26: 73. ISBN 9789888463053.
3. ↑  . www.bbc.com.   [2021-10-22]. （原始内容存档于2021-10-22） （中文（繁體））.
4. ↑  Peterson, Philip.  16th. : 201.
5. ↑  . 自由時報電子報. 2018-03-26  [2021-10-22]. （原始内容存档于2021-10-26） （中文（臺灣））.
6. ↑  . Anue鉅亨. 2018-02-13  [2021-10-22]. （原始内容存档于2021-10-22） （中文（臺灣））.

- http://www.remington.com/ （页面存档备份，存于） Official website
- https://web.archive.org/web/20060518072140/http://www.remingtonle.com/ Remington Law Enforcement & Federal Agencies
- http://www.remingtonmilitary.com/ （页面存档备份，存于） Remington Military Products Division
- http://www.damnedct.com/remington-arms-bridgeport/ （页面存档备份，存于） Remington Arms Hauntings

## 外部鏈接
- 雷明頓武器公司網站 （页面存档备份，存于）